# Grillenberg (Gemeinde Hernstein)
Grillenberg ist eine Ortschaft und eine Katastralgemeinde in der Marktgemeinde Hernstein in Niederösterreich mit 420 Einwohnern (Stand 1. Jänner 2024).

## Geografie
Grillenberg liegt südlich von Berndorf im Grillenberger Becken, einer fruchtbaren Ebene, die stellenweise feucht und sumpfig ist und vom Veitsauer Bach durchflossen wird. Der Veitsauer Bach entspringt nordöstlich der Hohen Mandling, fließt durch das Grillenberger Tal, durch Grillenberg weiter bis Veitsau und mündet in Berndorf in die Triesting. Zur Ortschaft zählt auch die Rotte Steinhof.

## Geschichte
Urkundlich erwähnt wurde Grillenberg erstmals 1265. 1590 umfasste der Ort dann ganze 14 Häuser, von denen 9 dem Stift Melk gehörten. Am 4. März 1849 wurde der Mühlenbesitzer Werner Singer zum ersten Bürgermeister gewählt. Laut Adressbuch von Österreich waren im Jahr 1938 in der Ortsgemeinde Grillenberg neben dem Braunkohlenbergbau der Berndorfer Metallwarenfabrik Arthur Krupp AG noch ein Bäcker, ein Binder, ein Friseur, ein Fuhrwerker, drei Gastwirte, fünf Gemischtwarenhändler, zwei Holzhändler, ein Kolonialwarenhändler, ein Schneider, zwei Schuster, ein Tischler und zahlreiche Landwirte ansässig.  Am 1. Jänner 1971 haben sich die bis dahin selbständigen Gemeinden Hernstein, Grillenberg und Kleinfeld freiwillig zur Gemeinde Hernstein zusammengeschlossen.

## Kultur und Sehenswürdigkeiten

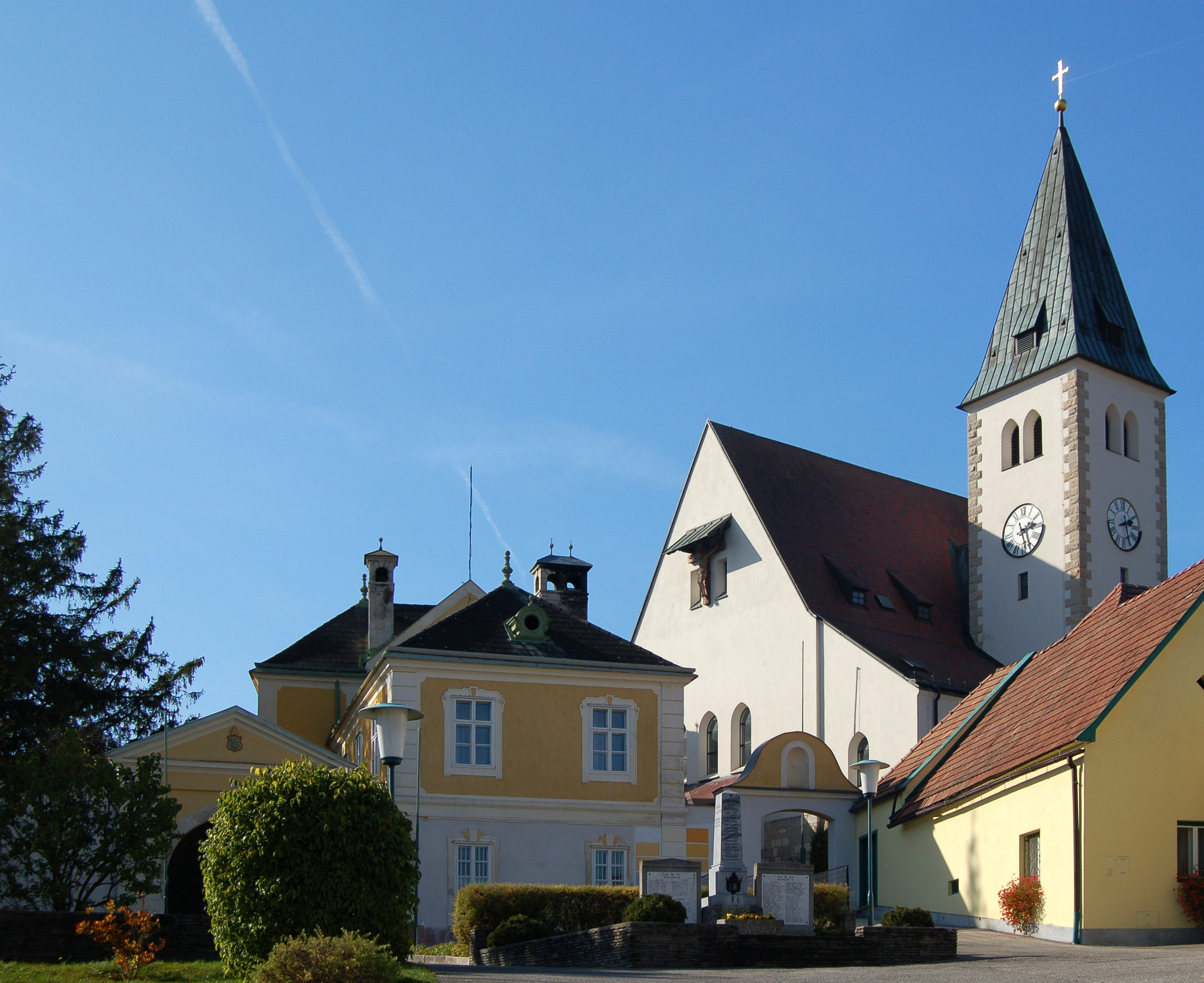
Pfarrkirche Grillenberg

- Katholische Pfarrkirche Grillenberg hl. Margareta
- Pfarrhof Grillenberg

## Wirtschaft
Bekannt war Grillenberg für die Pecherei in den Wäldern rundum und die daraus gewonnenen Harze, Peche und Terpentinöle, die auch im Ausland verkauft wurden.
Die Braunkohlelager, die sich von Grillenberg und Neusiedl bei Grillenberg nach Norden bis vor Veitsau erstreckten, wurde erstmals im Jahr 1842 durch Alois Miesbach erschlossen, aber aufgrund des starken Wasserandranges mit wenig Erfolg. 1861 ließ Heinrich Ritter von Drasche drei Schächte abteufen, den Louisenschacht bei Grillenberg, den Richardschacht bei Neusiedl und den Leopoldschacht an der Hernsteiner Straße. Im rund 26,5 m tiefen Leopoldschacht wurde die Kohle mit einer Mächtigkeit von 1,6 bis 1,9 m angetroffen. Wegen des starken Wasserandranges wurden zwei Dampfmaschinen (mit 4 und 6 PS) aufgestellt, die als Pumpen und zugleich der Förderung dienten. Ein Großteil der Kohle ging an die Wienerberger Ziegelwerke, der Betrieb geriet aber ab 1877 in wirtschaftliche Schwierigkeiten und wurde um 1880 eingestellt.
Ab 1896 erhielt die Berndorfer Metallwarenfabrik von Arthur Krupp die Schürfrechte und errichtete den Haspelschacht mit 10 Meter Tiefe zwischen Veitsau und Grillenberg. Der Abbau wurde 1901 begonnen und die Kohle wurde im Ersten Weltkrieg mit einer Drahtseilbahn über den Guglzipf direkt in die Metallwarenfabrik transportiert. Weiters wurde zwischen Veitsau und Grillenberg ein Tagbau eingerichtet und 1916 bei Neusiedl mit dem Barbarastollen begonnen, der 1918 in Betrieb ging. Die Vorkommen wurde immer weiter ausgebeutet, bis sie erschöpft waren und 1959 der Betrieb aufgegeben wurde.

## Öffentliche Einrichtungen
In Grillenberg befindet sich eine Volksschule.